# هلال مازنی
هلال بن اَسعَر مازنی شاعر عربی مخضرم دو دوران عباسی و اموی بود. او را پیروی اسلوب کهن و جاهلی‌گرا وصف کرده‌اند که رجز نیز می‌سرود. در حماسه، رثا، غزل و حکمت نیز اشعاری داشته است.